# T-Joint
『T-Joint』（ティージョイント）は、FM徳島で平日夕方に放送されているラジオ番組である。

## 概要
- 前番組「Sunset Junction」の後を受けて、2012年4月に月曜 - 木曜がスタート。翌2013年4月から「LAN LAN Runble」終了に伴い、金曜もスタートした。
- パーソナリティーの清水宏香は番組スタートから、曜日移動がありながらも継続して担当。
- 年末年始は17:00開始の2時間バージョンで放送しており、パーソナリティーもローテーションが変更となる場合もある。
- 2018年3月金曜分は一度終了し「FRIDAY ONLINE-FIVE COLORS RADIO-」が枠拡大したが、2022年3月での同番組終了に伴い『T-Joint WEEKEND』として金曜分が再開した。

## パーソナリティー

### 現在
- 森本晴香（月曜）
- 湯浅瞭子（火曜・水曜）
- 清水宏香（木曜・金曜）

### 過去
| 期間      | 期間      | 月曜       | 火曜       | 水曜     | 木曜     | 金曜         |
| --------- | --------- | ---------- | ---------- | -------- | -------- | ------------ |
| 2012.4.2  | 2013.3.29 | 吉成美穂   | 吉成美穂   | 清水宏香 | 清水宏香 | 吉成美穂     |
| 2013.4.1  | 2014.3.31 | 吉成美穂   | 吉成美穂   | 吉成美穂 | 清水宏香 | 清水宏香     |
| 2014.4.1  | 2015.3.31 | 清水宏香   | 清水宏香   | 富田阿樹 | 富田阿樹 | 富田阿樹     |
| 2015.4.1  | 2017.3.31 | 近藤公美   | 近藤公美   | 近藤公美 | 清水宏香 | 清水宏香     |
| 2017.4.3  | 2018.3.30 | 近藤公美   | 近藤公美   | 土橋琢史 | 清水宏香 | 清水宏香     |
| 2018.4.2  | 2019.9.30 | 小野寺紀帆 | 小野寺紀帆 | 清水宏香 | 清水宏香 | （放送なし） |
| 2019.10.1 | 2022.4.1  | 森本晴香   | 森本晴香   | 清水宏香 | 清水宏香 | （放送なし） |
| 2022.4.4  | 2022.3.31 | 森本晴香   | 森本晴香   | 布川夏帆 | 清水宏香 | 蔭山洋子     |
| 2024.4.1  | 2024.9.27 | 森本晴香   | 湯浅瞭子   | 湯浅瞭子 | 清水宏香 | 蔭山洋子     |

## タイムテーブル
16時台
- 16:00 - オープニングリクエスト
- 16:05 - サウンドウェーブ
- 16:10 - はぴねすくらぶラジオショッピング
- 16:20 - 曜日別コーナー①
  - 木 - カーテンコール！
  - 金 - WHAT‘S NEW？～徳島カルチャーリポート～
- 16:30 - 曜日別コーナー②
  - 月～木 - 防犯キャンペーン
  - 第4月 - ハッピーライフ（喜多デンタルクリニック）
- 16:40 - 曜日別コーナー③
  - 火 - 神リオン！
  - 水 - Yu-Anniversarry

17時台
- 17:20 - ニュースフラッシュ（トヨタカローラ徳島）
- 17:25 - SOUND NOTE
- 17:30 - ウェザーインフォメーション（勢玉酒造）
- 17:35 - Ｖ-STORM NEO（大塚製薬）
- 17:40 - トラフィックインフォメーション（徳島トヨペット）
- 17:45 - 曜日別コーナー④ 
  - 月～木 - イブニングパワープレイ
  - 金 - 防災Café（第1週 徳島県/第2～5週 徳島大学）

18時台
- 18:05 - 曜日別コーナー⑤
  - 金 - Update 高知工科大学 on Friday（高知工科大学）
- 18:10 - 曜日別コーナー⑥
  - 第1･３月 - ビジュピコグループpresents 「PIKO💎ism」（ビジュピコグループ）
  - 第1･3･5木 - 南無なむ堂　私のサウンド８０'s（南無なむ堂）
  - 第1･3金 - 級建築士・関口仁己のはじめての家づくり （関口建設株式会社）
  - 第2･4金 - ファイナンシャルプランナー尾山道郎のマネーの寺子屋（haco life）
- 18:20 - 曜日別コーナー⑦ 
  - 火 - TJイントロクイズ
  - 水 - Diving Diving!
  - 金 - リリック・リリーの酒場
- 18:20 - 曜日別コーナー⑦
  - 水 - TJ-Tunes
  - 木 - リリック・リリーの酒場
  - 金 - YOKOの全力お悩み相談室（※不定期）
- 18:30 - アーティストメッセージ、ゲストトーク

- 18:50 - エンディング